# Rhadinella tolpanorum
Rhadinella tolpanorum là một loài rắn trong họ Rắn nước. Loài này được Holm & Cruz miêu tả khoa học đầu tiên năm 1994.